# Golden League 2009
Golden League 2009 – dwunasta edycja prestiżowego cyklu mityngów lekkoatletycznych Golden League odbyła się między 14 czerwca a 4 września 2009 roku. Zawodnik, który zwycięży we wszystkich sześciu mityngach, miał otrzymać premię w wysokości 1 miliona dolarów. Ponieważ wyczyn ten udało się osiągnąć większej ilości sportowców premia zostanie podzielona, Etiopczyk Kenenisa Bekele, Amerykanka Sanya Richards oraz Rosjanka Jelena Isinbajewa otrzymali po 333.333,33 dolara. W tym sezonie o główną wygraną lekkoatleci walczyli w 10 konkurencjach: pięciu męskich i pięciu kobiecych. Była to ostatnia edycja tych zawodów, od 2010 została zastąpiona przez Diamentową Ligę.

## Mityngi

Golden League 2009

| Data        | Zawody                      | Stadion                   | Miasto   |
| ----------- | --------------------------- | ------------------------- | -------- |
| 14 czerwca  | Internationales Stadionfest | Stadion Olimpijski        | Berlin   |
| 3 lipca     | Bislett Games               | Stadion Bislett           | Oslo     |
| 10 lipca    | Golden Gala                 | Stadio Olimpico           | Rzym     |
| 17 lipca    | Meeting Areva               | Stade de France           | Paryż    |
| 28 sierpnia | Weltklasse Zürich           | Letzigrund Stadion        | Zurych   |
| 4 września  | Memorial Van Damme          | Stadion Króla Baudouina I | Bruksela |

## Wyniki
| Konkurencja        | Berlin            | Oslo              | Rzym                  | Paryż               | Zurych                 | Bruksela               |
| ------------------ | ----------------- | ----------------- | --------------------- | ------------------- | ---------------------- | ---------------------- |
| Mężczyźni          |                   |                   |                       |                     |                        |                        |
| 100 m              | Daniel Bailey     | Asafa Powell      | Tyson Gay             | Usain Bolt          | Usain Bolt             | Asafa Powell           |
| 400 m              | Christopher Brown | Renny Quow        | Christopher Brown     | Jeremy Wariner      | LaShawn Merritt        | Jeremy Wariner         |
| 3000 m/5000 m      | Kenenisa Bekele   | Kenenisa Bekele   | Kenenisa Bekele       | Kenenisa Bekele     | Kenenisa Bekele        | Kenenisa Bekele        |
| 110 m przez płotki | Dexter Faulk      | Antwon Hicks      | Dayron Robles         | Dexter Faulk        | Dwight Thomas          | Ryan Brathwaite        |
| Rzut oszczepem     | Tero Pitkämäki    | Tero Pitkämäki    | Andreas Thorkildsen   | Andreas Thorkildsen | Andreas Thorkildsen    | Tero Pitkämäki         |
| Kobiety            |                   |                   |                       |                     |                        |                        |
| 100 m              | Kerron Stewart    | Kerron Stewart    | Kerron Stewart        | Kerron Stewart      | Carmelita Jeter        | Carmelita Jeter        |
| 400 m              | Sanya Richards    | Sanya Richards    | Sanya Richards        | Sanya Richards      | Sanya Richards         | Sanya Richards         |
| 100 m przez płotki | Damu Cherry       | Damu Cherry       | Dawn Harper           | Dawn Harper         | Brigitte Foster-Hylton | Brigitte Foster-Hylton |
| Skok wzwyż         | Ariane Friedrich  | Blanka Vlašić     | Antonietta Di Martino | Blanka Vlašić       | Blanka Vlašić          | Blanka Vlašić          |
| Skok o tyczce      | Jelena Isinbajewa | Jelena Isinbajewa | Jelena Isinbajewa     | Jelena Isinbajewa   | Jelena Isinbajewa      | Jelena Isinbajewa      |